# Ochyrocera coffeeicola
Ochyrocera coffeeicola is een spinnensoort uit de familie Ochyroceratidae. De soort komt voor in Venezuela.